# Kesinga
Kesinga è una città dell'India di 16.914 abitanti, situata nel distretto di Kalahandi, nello stato federato dell'Orissa. In base al numero di abitanti la città rientra nella classe IV (da 10.000 a 19.999 persone).

## Geografia fisica
La città è situata a 20° 11' 60 N e 83° 13' 60 E e ha un'altitudine di 186 m s.l.m..

## Società

### Evoluzione demografica
Al censimento del 2001 la popolazione di Kesinga assommava a 16.914 persone, delle quali 8.570 maschi e 8.344 femmine. I bambini di età inferiore o uguale ai sei anni assommavano a 2.544, dei quali 1.271 maschi e 1.273 femmine. Infine, coloro che erano in grado di saper almeno leggere e scrivere erano 9.294, dei quali 5.643 maschi e 3.651 femmine.